# Affaire Petrocaribe

## Aspects communicationnels

### Phase de dénonciation:
PETRO CARIBE est un programme du gouvernement vénézuélien, lancé en 2005 visant à inciter le développement endogène des pays de la caribe. En mai 2006 Haïti rejoint le programme, cependant un soupçon d'extorsion de fond surgit et donne lieu à des manifestations un peu partout dans la capitale. En août 2018, le cinéaste haïtien Gilbert Mirambeau Jr a lancé sur Twitter le mot-clic #PetroCaribeChallenge. L'intention derrière cette communication était de questionner la gestion des fonds publics, administrés par l'État Haïtien dans le cadre du programme Petro Caribe. Cette vague de dénonciation est devenue virale sur les réseaux sociaux et très vite le mouvement s'est transposé dans les rues sous forme de manifestations populaires en à peine quelques semaines. Le manque de transparence du gouvernement haïtien face à la gestion du programme à entrainer des vagues de manifestation à travers tout le pays et également dans la diaspora haïtienne. Qu'il soit sportif, culturel, communautaire, médiatique ou politique, Petro Caribe prend de l'ampleur dans tous les secteurs de la vie nationale. Les manifestations s'enchainent et les réactions des politiques sont troubles, dans la mesure où tous les acteurs s'accusent mutuellement et tentent de clarifier leurs responsabilités.
Entre 2016 et 2017, la commission éthique et anti-corruption du Sénat Haïtien a produit deux rapports visant à mettre en évidence les irrégularités du programme. Par résolution du Sénat, le 1er août 2018 - ces rapports ont été transmis, à l'organe de contrôle pour éventuellement mettre en accusation des ordonnateurs de l'État: «L'assemblée des sénateurs demande à la Cour des comptes et du contentieux administratif d'effectuer une analyse, une vérification et un examen approfondis de la gestion des fonds Petro Caribe sur la période allant de septembre 2008 à septembre 2016, conformément à l'article 200 de la Constitution... » (résolution du Sénat; Article 1).
Dans l'intervalle, artistes et personnalités engagés ont gardé en vie cette mobilisation sur le terrain. Qu’elle soit marche pacifique, commémoration de date symbolique, publication de banderole, mobilisation des hashtags, la pression populaire est telle que les institutions bougent et produisent des résultats. En janvier 2019 un premier rapport de la Cour Supérieure des Comptes et du Contentieux Administratif (CSC/CA) révèlent à son tour une gestion catastrophique des fonds publics et laisse entrevoir de véritables malversations au sein de l'administration publique. Les revendications vont alors s'accroitre, les manifestations s'enchainent et le pouvoir est mis en difficulté.

### Couverture médiatique:
L'amplification du sujet sur les plateformes numériques - grâce au mot-clé - a accéléré l'intérêt des médias traditionnels autour de Petro Caribe. En effet, divers médias (radios, télés, périodiques ou presse écrite en général) ont régulièrement consacré leurs unes à cette affaire de corruption parait-il généralisé. Le slogan « Kot Kòb Petro Karibe a ??? » « Où est passé l'argent Petro Caribe ? », prend une ampleur considérable et servira de devise dans toutes les manifestations exigeant des explications sur la disparition des quatre milliards de dollars américains (Rapport Cour des comptes 2020).
Haïti a souvent été vu comme un pays où les médias obéissent à une très forte logique politique, en ce sens que le traitement de l'information semble être calqué sur le positionnement de certains partis politiques. On pourrait parler d'une politisation des médias. Lors des manifestations populaires, des stations comme la télévision nationale, radio télé caraïbes ou le quotidien le nouvelliste ont été accusés d'être des outils de propagandes du gouvernement. Ces institutions ont souvent, dans le passé, été critiquées d'utiliser une forme de propagande communément appelée propagandes grises (informations diffusées avec des sources incertaines ou non identifiées), pour rédiger et diffuser leurs messages 
Plusieurs médias internationaux ont couvert l'affaire Petro Caribe. Mediapart, un site d'information français, a diffusé, le 9 septembre 2019, un écrit intitulé « Petro Caribe, l'arnaque au développement qui révolte Haïti». En quelques lignes l'article fait une mise en contexte de la situation et rend compte de la fragilité du gouvernement. Le journaliste consacre une bonne partie du texte à la nature du financement pétrolier des Vénézuéliens à Haïti. Il met en exergue la voix des citoyens, décrit les mobilisations et les manifestations à répétitions dans le but d'obtenir des réponses et exiger un procès.
Le 17 aout 2020, France 24 a consacré un article entier sur ce même dossier l'intitulant : « Scandale Petro Caribe : en Haïti, la Cour des comptes étrille le pouvoir». Dans celui-ci, le journal fait état de malversation du gouvernement Haïtien. L'accent est également mis sur l'absence de poursuites judiciaires face aux accusations de détournement de fonds du président Jovenel Moïse.
Dans la continuité, le 20 août la station RFI (Radio France internationale) met en évidence les revendications et les manifestations des Haïtiens avec leurs titres « Fonds Petro caribe : des Haïtiens demandent des comptes à la classe politique ». Une chronique sera consacrée au dossier pour exposer les plaintes, le mécontentement ainsi que l'incompréhension du peuple Haïtien. Au Canada, le site d'information francophone lapresse.ca consacrera toute une page au sujet. Leur titre « Corruption: la Cour des comptes étrille le pouvoir haïtien » est un exposé détaillé du premier rapport de la Cour supérieure des comptes en Haïti. Il sera question de la gestion dite « catastrophique » du gouvernement ainsi que l'implication de plusieurs figures politique dans ce scandale. À la lumière de ces données, on réalise que ce mouvement de reddition de compte entamé sur les réseaux sociaux à la base, a été amplifié par plusieurs canaux de communication différents. On comprend que cette large couverture médiatique en Haïti, comme à l'étranger a eu un impact significatif sur la durabilité du mouvement à long terme.

### Bilan
Malgré l'ampleur médiatique à travers différents pays, l'affaire Petro Caribe semble encore être non résolu. Certaines personnes soupçonnées de détournement de fonds publics ont fait l'objet de sentences pénales, mais cela est loin d'être suffisant en comparaison de l'ampleur du dossier. Les associations de la société civile, les médias, des groupes politiques n'ont pour autant jamais cessé leurs mobilisations. Bien que les deux rapports de la Cour Supérieure des comptes soulignent plusieurs incohérences, le processus judiciaire n'en est qu'à son début. Le peuple Haïtien reste dans l'attente de réponses. Des figures politiques comme Wilson Laleau, Michel Martelly et Laurent Lamothe par exemple continuent de plaider leurs innocences face à ces accusations. 
___________________________________________________________________________________________________________________________

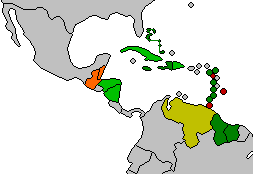
La cartographie de l'alliance PetroCaribe.

L'affaire Petrocaribe est une affaire dans laquelle Haïti est touchée par un scandale politico-économique, qui implique quatre présidents haïtiens et six gouvernements.
Des plaignants dénoncent une dilapidation de 3,8 milliards de dollars américains du Fonds PetroCaribe. Le Petrocaribe est une alliance entre les pays des Caraïbes et le Venezuela, premier exportateur de pétrole brut latino-américain, leur permettant d'acheter le pétrole à ce dernier à des conditions de paiement préférentielles. Cette alliance a été créée en juin 2005 et regroupe actuellement 18 pays.
Entre 2008 et 2018, Haïti s'est ainsi procuré du pétrole à un taux préférentiel tout en bénéficiant de facilités de paiements. En vertu de cet accord, Haïti revendait plus cher une partie du pétrole aux compagnies locales, les bénéfices devant ensuite servir à financer des projets sociaux et de développement. Pourtant, des responsables politiques et des hommes d'affaires haïtiens, en particulier pendant les mandats présidentiels de Michel Martelly et de Jovenel Moïse, ont détourné à leur profit la plus grande partie de ces bénéfices. La plupart des projets sociaux imaginés au départ sont demeurés inachevés.
Les révélations concernant ce système de corruption ont contribué à déclencher les manifestations de 2019-2020 en Haïti.

## Déroulement
Le 22 février 2018, le Cabinet d’instruction s’est déclaré compétent pour traiter le dossier PetroCaribe.
Deux plaintes ont été déposées le vendredi 3 août 2018 au Cabinet d'instruction contre le sénateur dominicain Félix Bautista pour sa participation dans la dilapidation du fond,,,,,,.
On trouve aussi une liste partielle des personnes poursuivies dans le cadre de la dilapidations des 3,8 milliards de dollars américains du Fonds PetroCaribe : l’ex président Michel Joseph Martelly, l’ex-premier ministre Laurent Lamothe, l’ex-premier ministre Jean Max Bellerive, Marie Carmelle Jean Marie (ex-ministre de l'Économie et des Finances), le chanteur Olivier Martelly (fils du président Michel Joseph Martelly), l’ex-président Jocelerme Privert, Félix Baustista (sénateur dominicain), Sofia Martelly (épouse du président Michel Joseph Martelly), Stéphanie Balmir Vildrouin (ex-ministre du tourisme), Wilson Laleau (ex-ministre de l'économie et des Finances), Yves Germain Joseph (actuel secrétaire général de la présidence de Jovenel Moise), Florence Duperval Guillaume (ministre de la Santé publique), Jacques Gabriel (ex-ministre des TPTC), Jude H. Day (Ministre du Commerce et de l'Industrie), Nonie Mathieu (juge de la Cour Supérieure des Comptes et du Contentieux Administratif), Arold Élie (président de la Cour Supérieure des Comptes et du Contentieux Administratif), Max Rodolphe St Albin (ex-ministre de l’intérieur), Michaël Lecorps (ex-directeur général du Bureau de Monétisation du Programme d’Aide au Développement - BMPAD), Eustache St-Lot (ex-directeur général du Bureau de Monétisation du Programme d’Aide au Développement - BMPAD), Josefa Gauthier (ex-ministre des Affaires sociales), Jacques Rousseau (ex-ministre des Travaux Publics, Transports et Communications),.

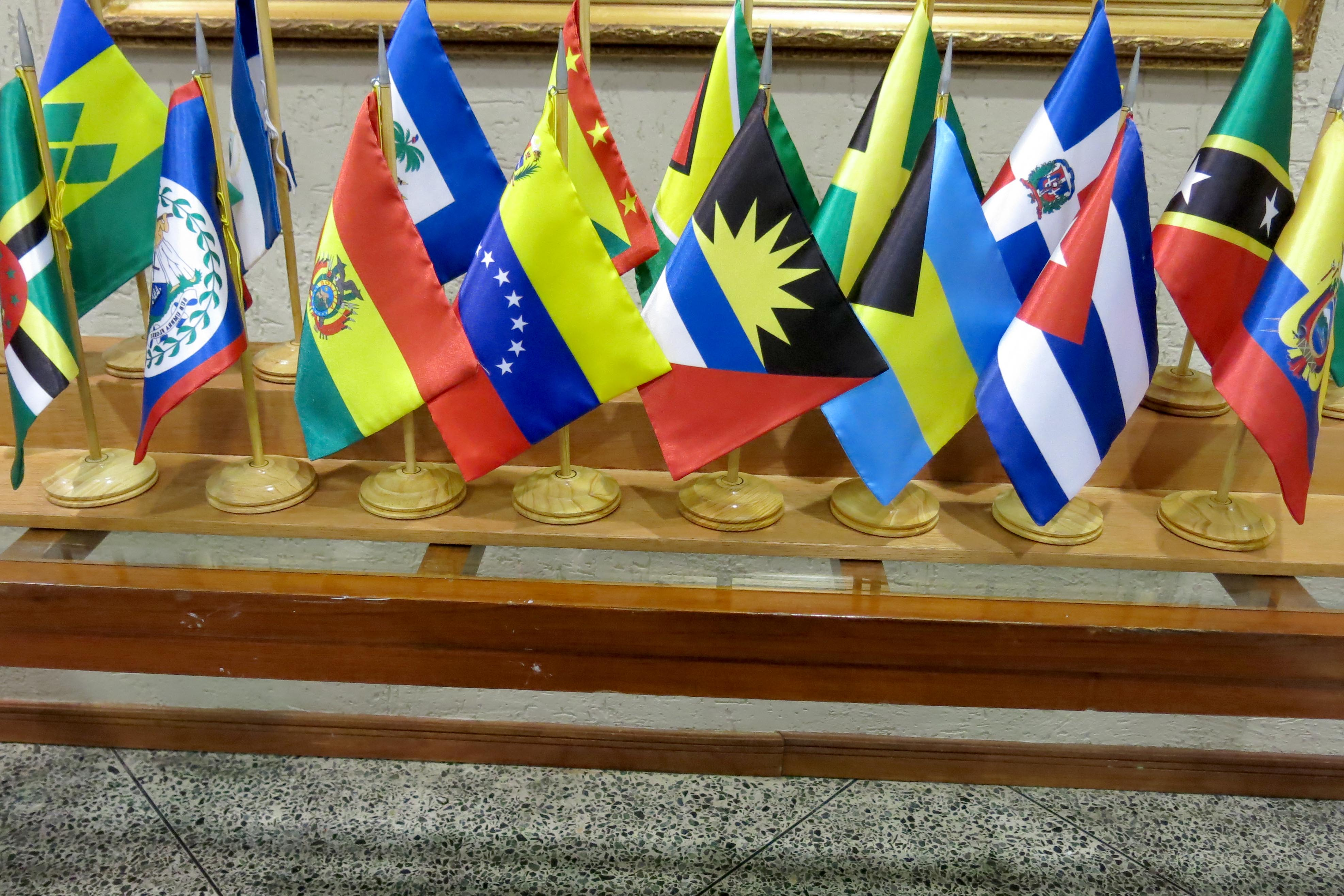
Les drapeaux des pays membres de l'alliance PetroCaribe

Le juge Ramoncite Accimé désigné par le Doyen Bernard St Vil pour traiter le dossier, est le juge chargé du dossier PetroCaribe. Une quinzaine hommes et femmes d’affaires sont également suspectés de dilapidation des fonds PetroCaribe. Plusieurs organisations politiques et des petits groupes de citoyens engagés dont l’avocat Me André Michel ont donné à cette bataille contre la corruption une allure concrète et d’engagement citoyenne dans la société haïtienne en commençant sur les réseaux sociaux avant de prendre la rue. Lancé le 14 août 2018 par le cinéaste Gilbert Mirambeau, le hastag #petrocaribechallenge a pris son envol sur les réseaux sociaux après avoir été partagé, le 15 août 2018, par le rappeur haïtien K-Lib,,,,,,.
Le vendredi 24 août 2018, un sit-in est organisé devant la Cour des comptes et du Contentieux Administratif (CSC/CA) les manifestants demandent aux juges que la lumière soit faite sur l’utilisation du fonds PetroCaribe. La cour des comptes est devenu ainsi le lieu de naissance emblématique et symbolique du mouvement PetroCaribe Challenge,,,,,,,.

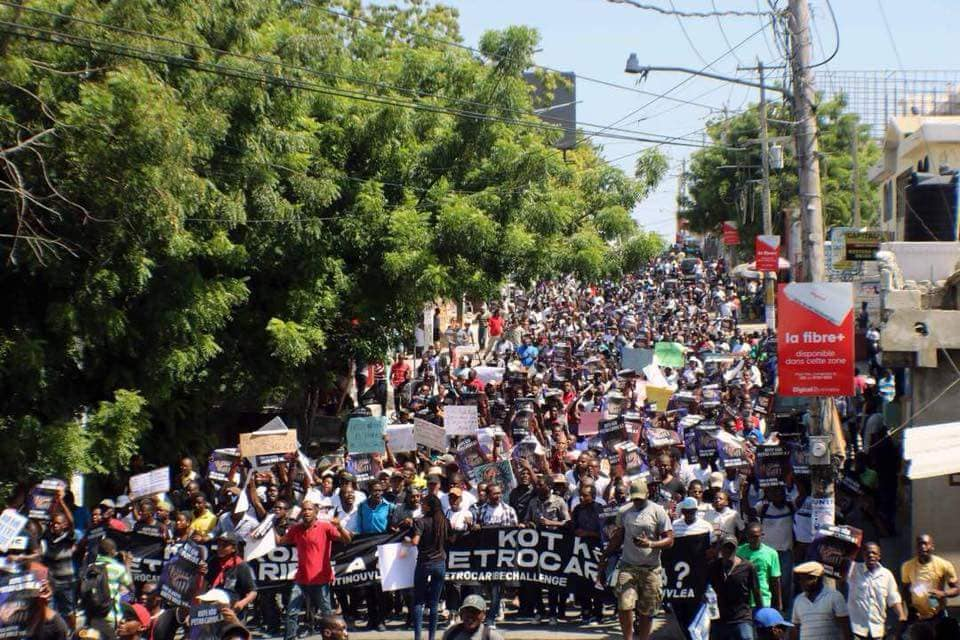
Marche le dimanche 2 septembre 2018 à Port-au-Prince.

Des haïtiens des villes de Montréal, New-York, Paris, Jacmel, Gonaïves, Saint Marc, Ouanaminthe, Cap-haïtien, des Cayes et de Port-au-Prince se mobilisent de jour en jour ne plus grand nombre depuis le 24 août pour exiger que lumière soit faite sur la dilapidation de ces fonds qui devaient servir à la création d'infrastructures de développement de l'industrie agro-alimentaire.

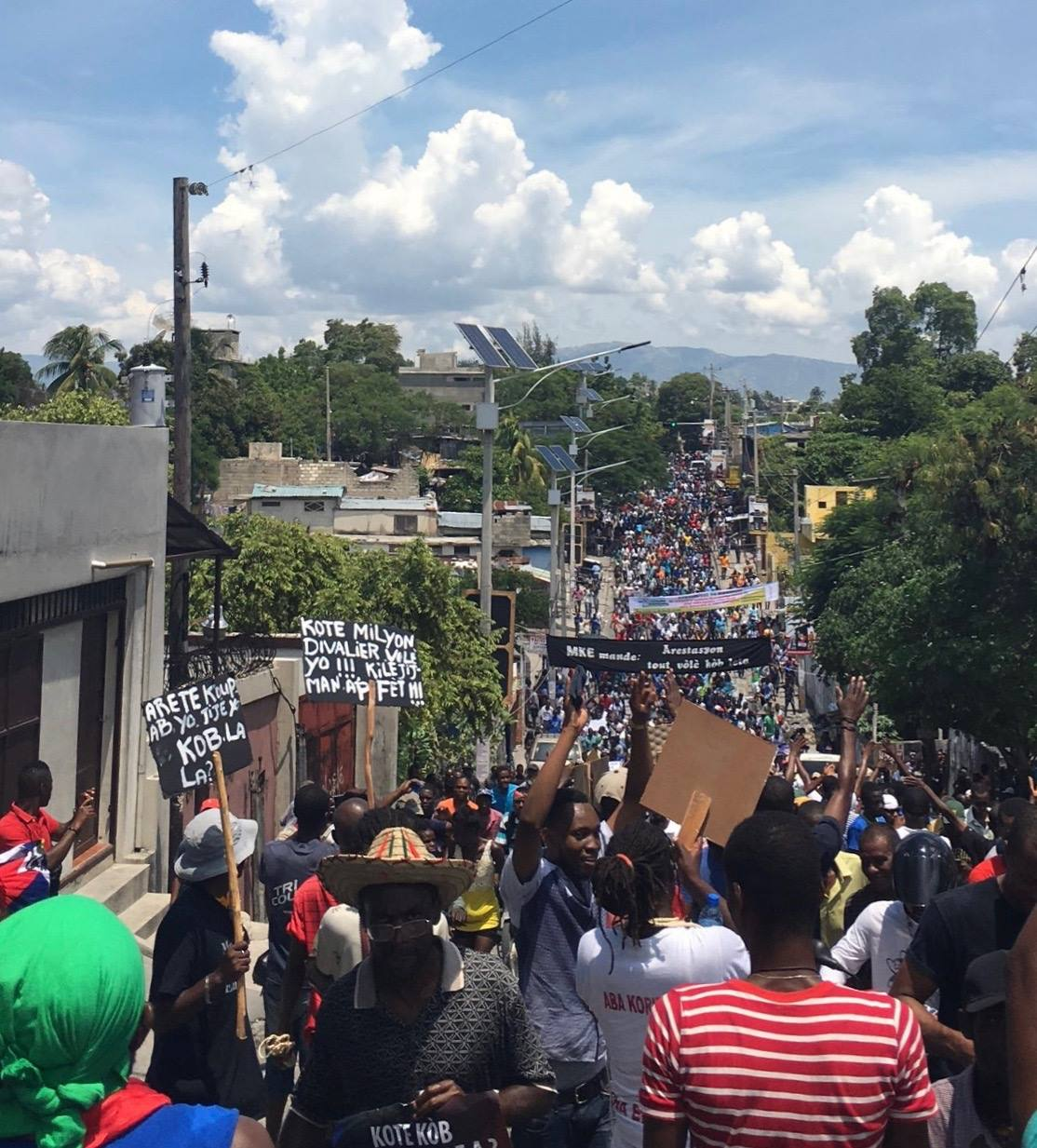
Manifestation dans le but de réclamer des comptes sur la gestion du fonds PetroCaribe, le dimanche 9 septembre 2018 à Port-au-Prince.

Le 9 septembre 2018, des milliers de manifestants défilent à Pétion-Ville dans plusieurs rues de Port-au-Prince et celles de la commune de Delmas.
Des agents de la Police nationale d’Haïti (PNH) dont ceux appartenant au Corps d’intervention et de maintien d’ordre (CIMO) assurent la sécurité des manifestants. Les agents de la police anti-émeute ont fait usage de gaz lacrymogène devant la Natcom l’ancien Teleco pour empêcher le cortège d’atteindre Hotel Mariott a Turgeau.
Ce même dimanche 9 septembre 2018, dans la commune de Trou du Nord (département du Nord’Est), une marche pacifique a été organisée dans le l'objectif de « réclamer des comptes » sur la gestion du fonds PetroCaribe. L’initiative a été lancé l’organisation baptisée Action des jeunes de Trou du Nord (AJT). Plusieurs dizaines de Truviens, accompagnés de Citoyens en provenance de Ouanaminthe et de Fort-Liberté, deux communes dudit département, ont sillonné les grandes routes de la ville de Trou du Nord au cri de « Kot kòb petwo karibe a? » (traduction littérale en français : « Où est l’argent de PetroCaribe ? »).

## Lien Externe
Les ramifications internationales du scandale Petro caribe
Gestion de projet et action publique dans les États fragiles: Une analyse de la gestion des projets financés par le fonds PetroCaribe en Haïti
LA COMMUNICATION GOUVERNEMENTALE EN HAÏTI: LE CAS DE PETROCARIBE
Haïti à un carrefour: Une analyse des moteurs de la crise politique en Haïti